# Résolution 497 du Conseil de sécurité des Nations unies
Membres permanents
- Chine
- États-Unis
- France
- Royaume-Uni
- URSS

Membres non permanents
- Allemagne de l'Est
- Espagne
- Irlande
- Japon
- Mexique
- Niger
- Panama
- Philippines
- Tunisie
- Ouganda

Résolution no 496 Résolution no 498
La résolution 497 du Conseil de sécurité des Nations unies, adoptée à l'unanimité le 17 décembre 1981, déclare que la loi israélienne sur les hauteurs du Golan, qui annexe le Golan syrien, est « nulle et non avenue et sans effet juridique international », et demande en outre à Israël d'annuler son action,,.
Le conseil demande au secrétaire général des Nations unies d'établir un rapport dans les deux semaines sur la mise en œuvre de la résolution ; en cas de non-respect par Israël, le conseil devra se réunir à nouveau, au plus tard le 5 janvier 1982, pour discuter d'autres mesures en vertu de la Charte des Nations unies.
Israël n'a pas respecté la résolution 497.
Après de longues discussions le 20 janvier 1982, les États-Unis opposent leur veto à une résolution du chapitre VII Charte des Nations unies qui appelle à une « action concrète et efficace » de la communauté internationale contre Israël,.
Le 5 février 1982, une session extraordinaire d'urgence de l'Assemblée générale des Nations unies adopte par 86 voix pour, 21 contre, et 34 abstentions, une résolution appelant au boycott d'Israël. La résolution ES-O/I votée à cette occasion prévoit aussi de remettre en question le statut d'Israël en tant qu'État membre des Nations unies.
L'ONU vote annuellement la confirmation de la résolution 497.

## Contexte historique
Le Golan, situé au sein du district de Damas dans l'Empire ottoman, fait partie de la Syrie sous mandat français. La frontière entre le Golan syrien et la Palestine mandataire est fixée dans l'accord Paulet-Newcombe de 1923.
Lors de la guerre des Six Jours (1967) Israël occupe militairement une grande partie du Golan, soit 1 250 km2  sur 1 900 km2 en même temps que d'autres territoires arabes, le Sinaï, Gaza, la Cisjordanie et Jérusalem-Est. L'ONU condamne l'occupation militaire du Golan dès 1967. La communauté internationale considère depuis 1967 le Golan comme un « territoire occupé » ; Israël le présente comme un « territoire administré ». Les Nations unies condamnent la politique d'« incorporation du Golan par la puissance occupante », incorporation qui s'effectue au moyen notamment des colonies de peuplement qui sont créées sur le territoire.
Après la guerre du Kippour (1973) et les accords israélo-syriens de désengagement de 1974, la Syrie ne parvient pas à récupérer le Golan, exception faite d'une zone de 100 km2.
150 000 habitants syriens du Golan fuient leur terre lors des combats de 1967 et 1973.
Le 14 décembre 1981, Israël annexe unilatéralement le Golan. La législation israélienne s'applique dès lors aux habitants du Golan.
Le 17 décembre 1981, le Conseil de sécurité vote la résolution 497 condamnant cette annexion.
L'occupation du Golan alimente les tensions persistantes (tirs, bombardements) entre la Syrie et Israël. Elle est aussi une source de violence et d'instabilité au Liban, où Syrie et Israël, enrôlant des milices au service de leur cause, se battent par alliés interposés.

## Analyses
Les États arabes ne sont pas les seuls à condamner l'annexion du Golan par Israël. Les États membres de la Communauté européenne jugent aussi que cette annexion enfreint le droit international, et qu'elle fait obstacle à un règlement du conflit israélo-arabe. Les États-Unis également estiment que l'annexion contrevient aux résolutions 242 et 338 du Conseil de sécurité.
Selon Habib Qahwaji, les États-Unis ne s'opposent pas, sur le plan des principes, à l'annexion israélienne du Golan. Les Américains auraient reproché à Israël, surtout, sa décision unilatérale, et le mauvais choix du moment, qui coïncide avec « une crise difficile en Pologne », et peu de temps après la signature d'un protocole d'accord sur la coopération stratégique entre Israël et les États-Unis. Selon ce même analyste palestinien, les États-Unis « n'appellent pas à la restitution du Golan à la Syrie, mais à sa partition après des négociations entre Israël et la Syrie sur la base des résolutions 242 et 338 du Conseil de sécurité ».

## Confirmation par l'ONU par un vote annuel
La troisième commission de l’Assemblée générale des Nations unies vote une résolution annuelle sur le « Golan syrien occupé », en faveur d'un retrait israélien du Golan .
Pour la première fois en 2019 les États-Unis sortent de leur abstention et votent contre. Lorsque le président américain Donald Trump reconnaît la souveraineté israélienne sur le Golan en 2019, l'ONU déclare que cela ne change en rien l'illégalité de l'annexion au regard du droit international.
Ainsi par exemple en décembre 2021 l'Assemblée générale des Nations unies adopte un texte confirmant la résolution 497 par laquelle elle exige une fois de plus « qu'Israël se retire de tout le territoire jusqu’à la ligne du 4 juin 1967 »,. Cette résolution (A/76/L.15) sur le Golan syrien est adoptée par 94 voix pour, 8 voix contre (Australie, Canada, États-Unis, Îles Marshall, Israël, Micronésie, Palaos et Royaume-Uni) et 69 abstentions,.